# LOOPな気持ち
「LOOPな気持ち」（ループなきもち）は、トーコ（現・tohko）の2枚目のシングル。1998年4月17日にフライトマスター（ポニーキャニオン）から発売された。

## 解説
今作より、ポニーキャニオンから同社の社内レーベルであるフライトマスターに移籍した。
前作に続き小室哲哉と日向大介による共同プロデュース。今作は小室が作詞で参加している。
表題曲は明治乳業「ブリック」のCFソングとして起用された。

## 収録曲
| 全作詞: 小室哲哉、全作曲・編曲: 日向大介。 |                                          |          |            |      |
| #                                          | タイトル                                 | 作詞     | 作曲・編曲 | 時間 |
| 1.                                         | 「LOOPな気持ち (Symphonic Power Mix)」   | 小室哲哉 | 日向大介   | 4:28 |
| 2.                                         | 「LOOPな気持ち (Duck'n Roll Mix)」       | 小室哲哉 | 日向大介   | 3:42 |
| 3.                                         | 「LOOPな気持ち (Instrumental Hype Mix)」 | 小室哲哉 | 日向大介   | 4:28 |
| 合計時間:                                  | 合計時間:                                | 12:38    |            |      |

### クレジット
- Produced : 小室哲哉, 日向大介
- Mixed : 日向大介

## 収録アルバム
- オリジナル『籐子』（1998年）
- ベスト『tohko BEST ALBUM 10+5』（2001年）
- ベスト『tohko BEST ALBUM 10+5 〜10th Anniversary edition〜』（2008年）